# Asura trifasciata
Asura trifasciata là một loài bướm đêm thuộc phân họ Arctiinae, họ Erebidae.